# Ophiogramma euctenachlora
Ophiogramma euctenachlora là một loài bướm đêm trong họ Geometridae.